# Adam Alsing

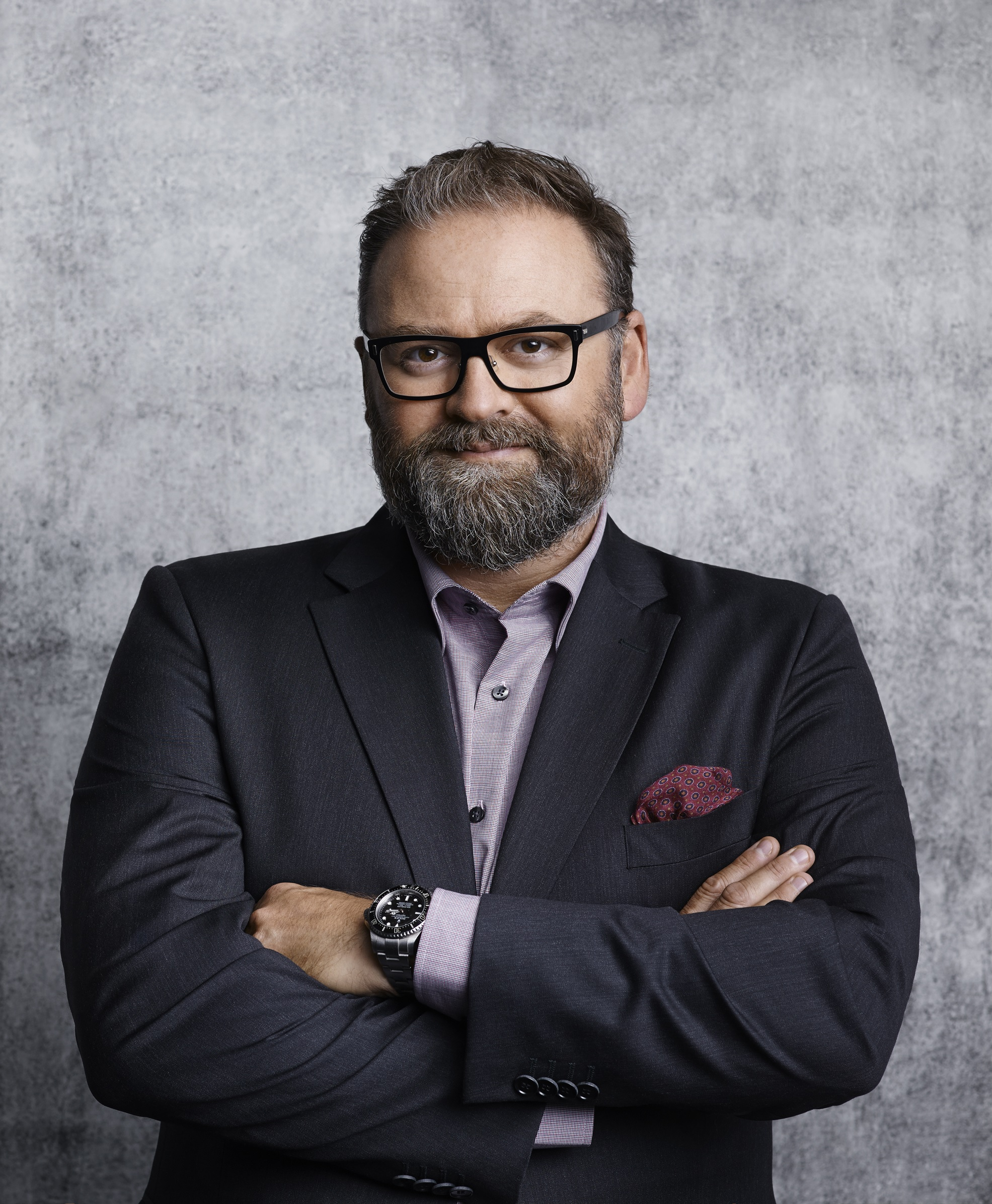
Adam Alsing (2015)

Rolf Adam Engelbrekt Alsing (* 12. Oktober 1968 in Karlstad; † 15. April 2020 in Stockholm) war ein schwedischer Radio- und Fernsehmoderator.

## Leben
Adam Alsing war der Sohn von Rolf Alsing, dem ehemaligen Chefredakteur der schwedischen Boulevardzeitung Aftonbladet. Er wuchs in seiner Geburtsstadt Karlstad und in Sollefteå auf. Während seiner Jugend arbeitete er als DJ. Nach seiner Schulzeit arbeitete er als Fernsehmoderator bei Radio Värmland, einem Lokalsender des Sveriges Radio.
Als der schwedische Sender TV4 im September 1990 mit seinem Programm begann, bewarb sich Alsing als möglicher Moderator und erhielt den Zuschlag für die Moderation der Fernsehsendung Twist & Shout. Mit seiner eigenen Talkshow Adam und dem Senderwechsel zu TV3 etablierte er sich im schwedischen Fernsehprogramm. Er gründete mit Think Big Productions seine eigene Produktionsfirma und baute damit die Geschäftsbeziehung zum Privatsender Kanal 5 auf. Von 2000 bis 2004 war er Moderator der schwedischen Version von Big Brother. 2014 wurde er wieder für eine Staffel von Big Brother als Moderator tätig, dieses Mal auf Kanal 9.
Von 2006 bis 2007 übernahm er von Magnus Härenstam die schwedische Version von Jeopardy! auf TV4. Von 2009 bis 2011 moderierte er Sveriges värsta bilförare und von September 2011 bis April 2012 hatte er mit Adam Live erneut eine eigene Talkshow.
Am 25. März 2020 teilte er mit, sich aufgrund einer SARS-CoV-2-Infektion in häuslicher Quarantäne zu befinden. Am 15. April 2020 starb Adam Alsing im Alter von 51 Jahren im Stockholmer Södersjukhuset während der COVID-19-Pandemie in Schweden an den Folgen seiner Infektion. Er war seit den frühen 1980er-Jahren mit seiner Frau liiert und hatte mit ihr zwei Söhne.